# Tomi Poikolainen
Tomi Jaakko Poikolainen (* 27. Dezember 1961 in Helsinki) ist ein finnischer Bogenschütze und Olympiasieger, der von 1980 bis 1996 insgesamt fünf Mal an Olympischen Spielen teilnahm.
Als er 1980 bei den Olympischen Spielen in Moskau die Goldmedaille gewann, war er mit 18 Jahren 7 Monaten und 6 Tagen der jüngste Goldmedaillengewinner Finnlands. Bei den darauffolgenden Spielen in Los Angeles erreichte er den fünften Platz und in Seoul den elften Platz im Einzel und den vierten mit der Mannschaft. 1992 konnte er bei den Olympischen Sommerspielen in Barcelona mit der Mannschaft die Silbermedaille holen, im Einzel kam er jedoch nur  auf den 24. Platz. 1996 in Atlanta nahm er zum letzten Mal an den Olympischen Spielen teil und erreichte im Einzel den elften Platz und mit der Mannschaft den achten.
Poikolainen arbeitet als Feuerwehrmann und lebt mit seiner Frau, der Bogenschützin Jutta Poikolainen in Hyvinkää.